# Boeing 737 MAX
De Boeing 737 MAX is een Amerikaanse verkeersvliegtuigenserie die is ontwikkeld door Boeing Commercial Airplanes als opvolger van de Boeing 737 Next Generation-serie. De 737 MAX is de vierde generatie van de Boeing 737-familie, met als grootste verschil het gebruik van de grotere en efficiëntere CFM International LEAP-1B-motoren en aanpassingen aan de romp. In december 2015 had Boeing 3072 genoteerde bestellingen voor het toestel, in augustus 2018 was dit opgelopen tot 4664 stuks. De 737 MAX voerde haar eerste vlucht uit op 29 januari 2016, bijna 49 jaar na de eerste 737-vlucht ooit die op 9 april 1967 werd uitgevoerd. De levering van de eerste 737 MAX volgde in 2017.
Vanaf 13 maart 2019 werd het type vliegtuig — naar aanleiding van het neerstorten van toestellen van Lion Air in oktober 2018 en Ethiopian Airlines enkele maanden later — om veiligheidsredenen wereldwijd tijdelijk aan de grond gehouden. Vanaf 2021 wordt dit type vliegtuig weer ingezet voor vluchten.

## Ontwikkeling
Sinds 2006 spreekt Boeing al over het vervangen van de 737 met een totaal nieuw ontwerp (intern met de naam 'Boeing Y1') dat in lijn met het ontwerp van de Boeing 787 Dreamliner kon volgen. Het besluit over deze vervanging werd echter uitgesteld tot 2011. In november 2014 werd gemeld dat Boeing zich voorneemt om de 737 in 2030 te vervangen door een totaal vernieuwd vliegtuig, eventueel met een uit composietmateriaal opgetrokken romp.
In 2010 lanceerde Boeings grootste concurrent Airbus de A320neo, die met nieuwe motoren het brandstofverbruik en de operationele efficiëntie verbetert. Deze beslissing ontving veel positieve reacties van veel luchtvaartmaatschappijen die begonnen met het bestellen van de Airbus A320neo. De vraag van luchtvaartmaatschappijen naar zuinigere vliegtuigen dwong Boeing de plannen voor het ontwikkelen van een compleet nieuw vervangend vliegtuig, de Boeing Y1, uit te stellen. In plaats van deze plannen richtte Boeing zich op het upgraden van de bestaande 737. 
Zo kwam het dat op 30 augustus 2011 de raad van bestuur van Boeing heeft ingestemd met het 737 MAX-project. Boeing voorspelde dat de 737 MAX een 16% lager brandstofverbruik dan de huidige Airbus A320 ging hebben, en 4% lager dan de Airbus A320neo. Boeing gaf ook vooraf aan dat de 737 MAX een vliegbereik heeft dat gelijk is aan de Airbus A320. 
Naar verwachting gingen de eerste 737 MAX-toestellen in 2017 geleverd worden. Met een eerste ingebruikname op 22 mei 2017 door het Indonesische Malindo Air werd deze streefdatum ook gehaald.
Er zijn vier varianten van de nieuwe familie, de 737 MAX 7, 737 MAX 8 en 737 MAX 9, en de nog verder verlengde MAX 10. Die eerste drie zijn gebaseerd op de al bestaande Boeing 737-700, 737-800 en 737-900ER. Deze drie varianten zijn respectievelijk de best verkopende versies van de Boeing 737. Boeing heeft aangegeven dat de rompafmetingen en deurconfiguraties van de Boeing 737 Next Generation gelijk zijn aan die van de eerste drie 737 MAX-varianten. 
Op 23 juli 2013 voltooide Boeing de samenstelling van het team dat verantwoordelijk is voor het ontwerp en de ontwikkeling van de 737 MAX 8. In december 2013 verklaarde Boeing dat een recente interne audit een 14% lager brandstofverbruik voorspelde dan de huidige 737-vliegtuigenserie. 
In september 2014 startte Boeing met de ontwikkeling van een 737 MAX 8 met meer capaciteit, genaamd 737 MAX 200. De MAX 200 is vernoemd naar de plaats aan maximaal 200 passagiers in een pure economyclass-cabine. Een extra deur is vereist voor deze versie vanwege de hogere passagierscapaciteit. Drie van de acht keukentrolleys zijn verwijderd om zo meer passagiersruimte te genereren. Boeing stelt dat deze versie 20% kostenefficiënter per stoel is dan de huidige 737-modellen, en dat deze variant het meest efficiënte 'narrow body'-toestel op de markt zal zijn met inbegrip van de 5% lagere operationele kosten dan die van de 737 MAX 8.

Boeing heeft het productieaantal van de 737 naar 42 per maand opgevoerd in 2014, en is van plan om het productieaantal tot 47 per maand op te hogen in 2017 en tot 52 per maand in 2018.
Spirit Aerosystems produceert de straalomkeerders van de 737 MAX. Door een tekort aan een kritisch onderdeel voor deze straalomkeerders is echter een probleem ontstaan. Leverancier GKN PLC heeft moeite met het produceren van de titanium honingraat die de binnenwand van de motor vormt. Terwijl vroege testcomponenten voldeden aan Boeing-specificaties, was GKN niet in staat tot het opvoeren van de productie, waarmee zij een bedreiging voor Boeings productiedoelstelling van maximaal 52 MAX-versies per maand in 2020 vormde.
De eerste geproduceerde 737 MAX-romp werd op 13 augustus 2015 voltooid bij Spirit Aerosystems in Wichita, Kansas. Deze romp werd gebruikt als romp voor het testtoestel dat uiteindelijk geleverd werd aan 'launch customer' Southwest Airlines. Op 8 december 2015 werd de eerste voltooide 737 MAX uit de Boeing-fabriek in Renton, Washington gerold. De eerste voltooide 737 MAX was een 737 MAX 8 en draagt de naam 'Spirit of Renton'. De eerste vlucht vond plaats op 29 januari 2016.
Medewerkers van Boeing twijfelden al tijdens de ontwikkeling van het toestel, dus ruim voor de twee grote crashes in Indonesië en Ethiopië, aan de veiligheid van de 737 MAX. De bedrijfsleiding gaf echter geen gevolg aan de interne kritiek.

### Klanten
Aanvankelijk werden de namen van de klanten voor de 737 MAX niet prijsgegeven, met uitzondering van American Airlines. Op 17 november 2011 kwam Boeing met de namen van twee andere klanten naar buiten: Lion Air en Aviation Capital Group. Op dat moment meldde Boeing tevens dat zij 700 toezeggingen van 9 klanten hadden voor de 737 MAX. Op 13 december 2011 bestelde Southwest Airlines 150 737 MAX-vliegtuigen met 150 opties. Southwest Airlines zou hiermee de launch customer worden wanneer de leveringen begonnen in 2017. Het werd uiteindelijk het Indonesische Malindo Air.
In december 2011 had Boeing 948 toezeggingen en vaste orders van 13 klanten voor de 737 MAX. Op 8 september 2014 heeft Ryanair een overeenkomst getekend met Boeing voor de koop van 200 nieuwe Boeing 737 MAX 200-vliegtuigen. Het contract bestaat uit 100 vaste bestellingen en 100 opties.

## Ontwerp

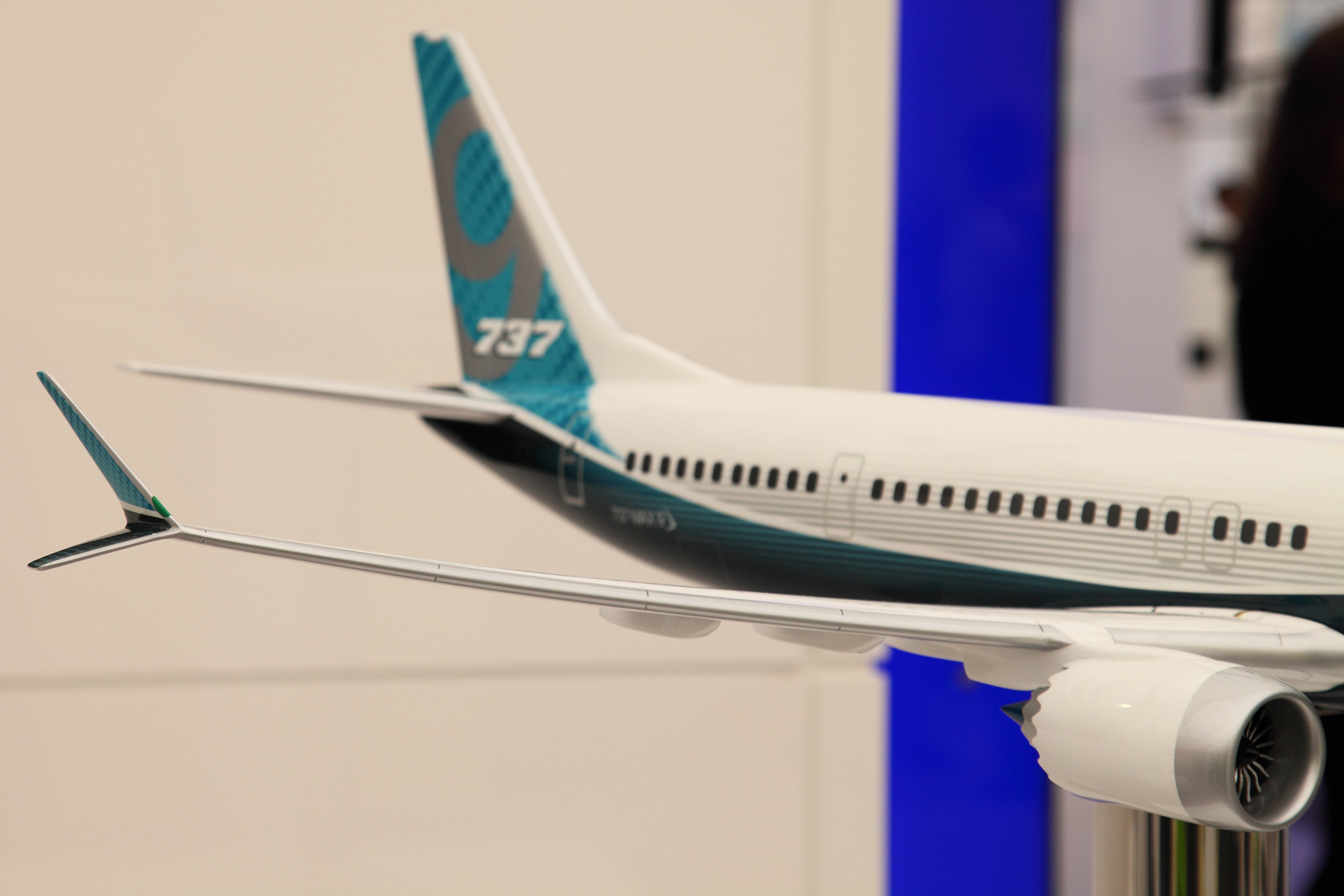
Boeings nieuwe 'Split Tip'-winglet bevestigd aan de 737 MAX

De 737 MAX beschikt standaard over het 'Boeing Sky Interior' gebaseerd op het Boeing 787-interieur met sfeer-ledverlichting in de cabine en verbeterde bagagevakken boven de stoelen. Daarnaast beschikt de 737 MAX eveneens over winglets.

### Brandstofefficiëntie
Boeings nieuwe ontwerp verbetert de brandstofefficiëntie op een aantal manieren. De belangrijkste verbeteringen die voorkomen zijn uitgevoerd aan de vleugel, de interface van de vleugel en de motor, en het gebruik van nieuwe winglets. De vleugel van de 737NG creëert schokgolven op het punt van bevestiging met de CFM-56-7B-motor. De 737 MAX-vleugel met Leap-motor vermindert deze schokgolven die worden uitgeoefend op het punt van bevestiging met 0,5%. Daarnaast wordt de Leap-motor verder naar voren geplaatst ten opzichte van de rand van de vleugel in vergelijking met de vleugel van de 737NG's. 
De 737 MAX is tevens het eerste toestel dat met de 'Boeing Advanced Technology Winglet' geleverd wordt. Het apparaat is een directe afstammeling van de winglet ontworpen voor de McDonnell Douglas MD-12. De winglet bestaat uit twee onderdelen zoals op de foto te zien is. De vleugel heeft hierdoor wat weg van een 'blended winglet'. Boeing stelt dat dit nieuwe ontwerp 1,5% extra verbetering in het brandstofverbruik teweegbrengt boven op de 10-12% verbetering die de 737 MAX reeds moet opleveren. Boeing biedt al een soortgelijke 'Split Tip Scimitar'-winglet voor 737NG-modellen die tijdens onderhoud geïnstalleerd kunnen worden. 
Boeing verklaarde in 2013 dat de 737-8 MAX met de nieuwe winglet een 1,8% beter brandstofverbruik heeft dan een met standaard winglets uitgerust vliegtuig op vluchten van 5.600 km met 162 passagiers aan boord. Het voordeel neemt toe naarmate de lengte van de vlucht toeneemt, maar een korte vlucht van 930 km heeft al een 1% lager brandstofverbruik wanneer het vliegtuig met een snelheid van Mach 0,79 vliegt.

### Cockpit en besturing
Boeing heeft geen plannen voor grote wijzigingen aan de bestaande 737 Next Generation-cockpit voor de 737 MAX om zo de overeenkomsten te behouden en de introductie te vergemakkelijken. Piloten en luchtvaartmaatschappijen kunnen op deze manier namelijk sneller gebruikmaken van de 737 MAX zodra deze op de markt is. 
De 737 MAX wordt wel uitgerust met vier nieuwe grootformaatbeeldschermen in de cockpit die door Rockwell Collins geleverd zullen worden. Dat zijn 15,1 inch (380 mm) lcd-schermen die ook door de Boeing 787 Dreamliner gebruikt worden. Door de beeldschermen zullen het situationeel bewustzijn en de efficiëntie van de piloten toenemen. 
Boeing is ook van plan om meer fly-by-wire-controlesystemen toe te voegen aan de 737 MAX-familie, hoewel Boeing Commercial Airplanes-CEO Jim Albaugh zei dat veranderingen 'zeer minimaal' zullen zijn. Boeing heeft wel bevestigd dat de fly-by-wire-besturing zal worden toegepast op de spoilers.

### Maneuvering Characteristics Augmentation System (MCAS)
Voor de 737 MAX is een nieuw systeem ontwikkeld dat moet voorkomen dat het toestel in een overtrek terechtkomt. Het systeem, Maneuvering Characteristics Augmentation System (MCAS) genoemd, moet voorkomen dat het vliegtuig (in een situatie waarbij de welvingskleppen ingeklapt zijn, met lage voorwaartse snelheid en een grote invalshoek) in een overtrek terechtkomt. Het MCAS gebruikt als meetwaardes onder andere de voorwaartse snelheid en de angle-of-attack (AOA), de invalshoek. In het geval dat het systeem ingrijpt wordt het vliegtuig automatisch 'nosedown' getrimd. Het systeem staat ter discussie na de ongevallen met Lion Air-vlucht 610 en Ethiopian Airlines-vlucht 302 omdat het onjuist functioneren van het systeem (onjuiste angle-of-attack (AOA)-indicatie) tot de beide ongelukken heeft geleid.

### Motoren

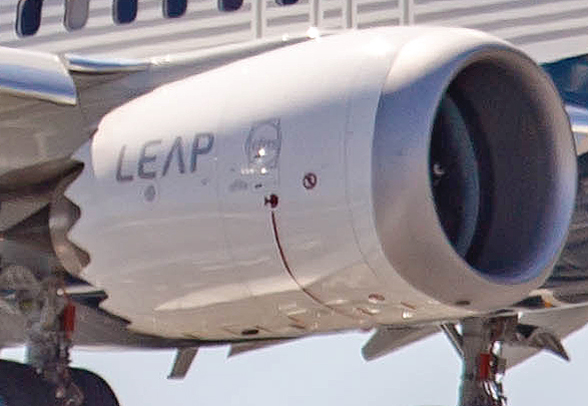
Boeing 737-9 MAX CFM LEAP-1B-motor

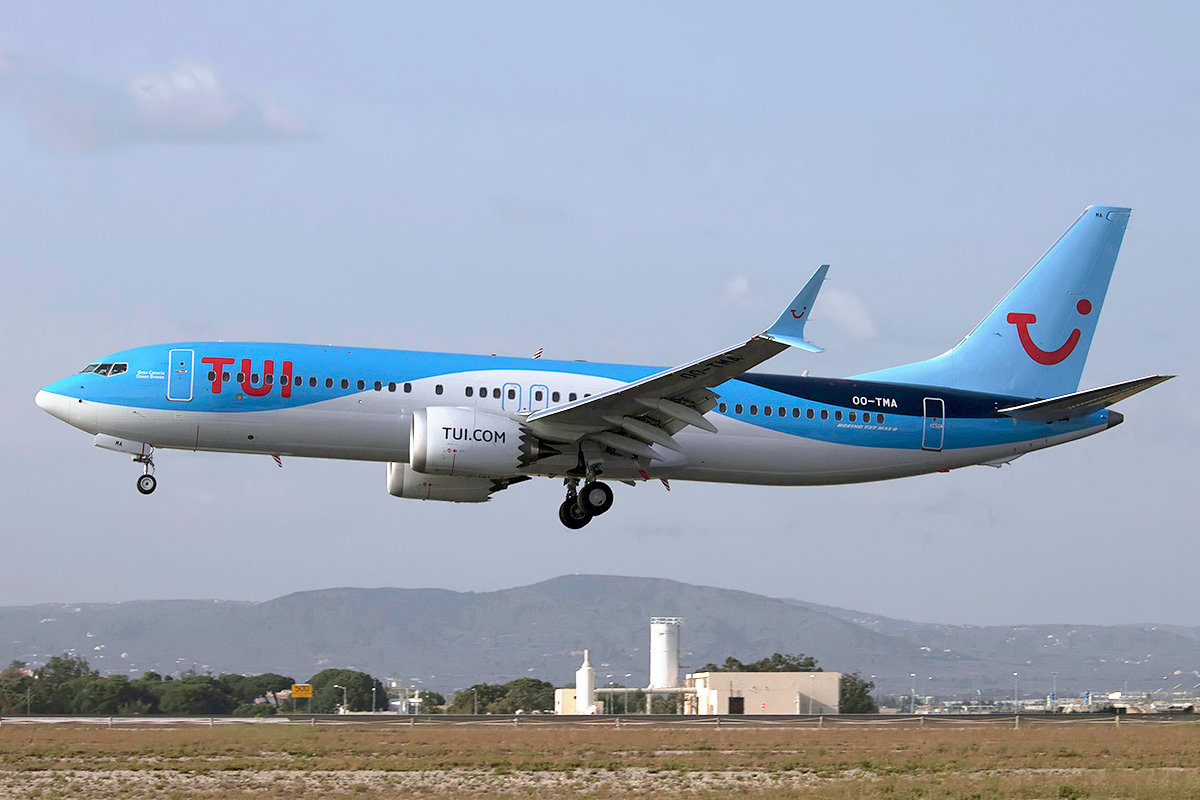
Een Boeing 737 MAX 8 van TUI Airlines Belgium

Boeing bracht het grootste deel van 2011 door met de evaluatie van twee rotorbladdiameters van de CFM International Leap-1B-engine: 168 cm en 173 cm. In beide gevallen zijn wijzigingen aan het landingsgestel vereist om 42,9 cm bodemvrijheid onder de motoren te houden. Albaugh verklaarde dat de grotere diameter voor minder brandstofverbruik zou zorgen, maar omdat de diameter groter is, is het zwaarder en zouden er meer en uitgebreidere wijzigingen vereist zijn naast de wijzigingen aan het landingsgestel. Beide rotorbladdiameters zijn een stijging ten opzichte van de 157 cm van de CFM56-7B-motor van de Boeing 737 Next Generation. 
De verbeterde 737 MAX is ook uitgerust met externe 'gondel chevrons' voor het dempen van motorgeluid en heeft hierdoor motoren die vergelijkbaar zijn met die van de 787. In november 2011 selecteerde Boeing de diameter van 173 cm. Vanwege de grotere ventilatordiameter in vergelijking met de 737 Next Generation-familie moet het neuslandingsgestel verlengd worden met zo'n 15–20 cm om de gewenste bodemvrijheid te handhaven. Op 17 mei 2012 vergrootte Boeing de ventilatordiameter tot 176 cm.

## Varianten
- 737 MAX 7 – Vervangt de 737-700 en 737-700ER
- 737 MAX 8 – Vervangt de 737-800; langere romp dan die van de -700/MAX 7; eerste ontwikkelde variant binnen de 737 MAX-serie
  - 737 MAX 8-200 – Een variant van de 737 MAX 8 met een hogere passagierscapaciteit[18][19]
- 737 MAX 9 – Vervangt de 737-900/-900ER; langere romp dan de -800/MAX 8
- 737 MAX 10 – Tegenhanger van de Airbus A321neo

## Bestellingen en leveringen
Boeing heeft 4932 bestellingen ontvangen voor de 737 MAX (24 december 2019). Met 387 geleverde toestellen zijn er dus 4545 openstaande orders.

## Specificaties
|                  | 737 MAX 7                                                                                                 | 737 MAX 8/MAX 8-200                                                                                         | 737 MAX 9                                                                                                 | 737 MAX 10                                                                                                |
| ---------------- | --- | --- | --- | --- |
| Capaciteit       | 149 (1e klas, compact) 140 (1e klas, meest voorkomend) 126 (2e klas, meest voorkomend)                    | 200 (1e klas, MAX 200) 189 (1e klas, MAX 8) 175 (1e klas, meest voorkomend) 162 (2e klas, meest voorkomend) | 220 (1e klas, compact) 192 (1e klas, meest voorkomend) 180 (2e klas, meest voorkomend)                    | 230 (1e klas) 188-240 (2e klas)                                                                           |
| Seat pitch       | 74 cm (1e klas, zeer compact) 81 cm (1e klas, meest voorkomend) 91 cm & 81 cm (2e klas, meest voorkomend) | 74 cm (1e klas, zeer compact) 81 cm (1e klas, meest voorkomend) 91 cm & 81 cm (2e klas, meest voorkomend)   | 74 cm (1e klas, zeer compact) 81 cm (1e klas, meest voorkomend) 91 cm & 81 cm (2e klas, meest voorkomend) | 74 cm (1e klas, zeer compact) 81 cm (1e klas, meest voorkomend) 91 cm & 81 cm (2e klas, meest voorkomend) |
| Totale lengte    | 33,7 m | 39,5 m | 42,2 m | 43,8 m |
| Spanwijdte       | 35,9 m | 35,9 m | 35,9 m | 35,9 m |
| Hoogte           | 12,3 m | 12,3 m | 12,3 m | 12,3 m |
| Kruissnelheid    | Mach 0,79 (842 km/h)                                                                                      | Mach 0,79 (842 km/h)                                                                                        | Mach 0,79 (842 km/h)                                                                                      | Mach 0,79 (842 km/h)                                                                                      |
| Startgewicht     | 72.303 kg                                                                                                 | 82.191 kg                                                                                                   | 88.314 kg                                                                                                 | |
| Vrachtcapaciteit | 27,3 m³                                                                                                   | 44 m³ | 51,7 m³                                                                                                   | |
| Vliegbereik      | 3850 nmi (7130 km)                                                                                        | 6510 km / 5000 km 737 Max 200                                                                               | 6510 km                                                                                                   | 6110 km                                                                                                   |
| Motor (× 2)      | CFM International LEAP-1B                                                                                 | CFM International LEAP-1B                                                                                   | CFM International LEAP-1B                                                                                 | CFM International LEAP-1B                                                                                 |
| Stuwkracht (× 2) | 119–130 kN                                                                                                | 119–130 kN                                                                                                  | 119–130 kN                                                                                                | 119–130 kN                                                                                                |

Bronnen: 737 MAX-specificaties

## Ongevallen, incidenten en (tijdelijk) vliegverbod

### Lion Air-vlucht 610
Op 29 oktober 2018 in de ochtend (lokale tijd) stortte Lion Air-vlucht 610, een Boeing 737 MAX 8 van Lion Air, neer in de Javazee. De 181 passagiers en 8 bemanningsleden kwamen hierbij om het leven. De oorzaak van het ongeluk was het incorrect ingrijpen van het MCAS.

### Ethiopian Airlines-vlucht 302
Op zondag 10 maart 2019 in de ochtend stortte Ethiopian Airlines-vlucht 302 neer 6 minuten na het opstijgen. De Boeing 737 MAX 8 was op weg van de Ethiopische hoofdstad Addis Abeba naar de Keniaanse hoofdstad Nairobi. Het ongeluk gebeurde op zo'n 50 kilometer ten zuidoosten van de hoofdstad Addis Abeba. Alle 149 passagiers en 8 bemanningsleden kwamen om het leven bij de crash. Het incorrect ingrijpen van het MCAS was de oorzaak van de crash. Het toestel was 4 maanden in gebruik. Het Ethiopische ministerie van Transport oordeelde in een rapport op 9 maart 2020 dat Boeing vlieginstructie had moeten aanbieden aan piloten omdat het (automatische) gedrag van het toestel (het MCAS) verschilt van oudere Boeing 737-vliegtuigen.

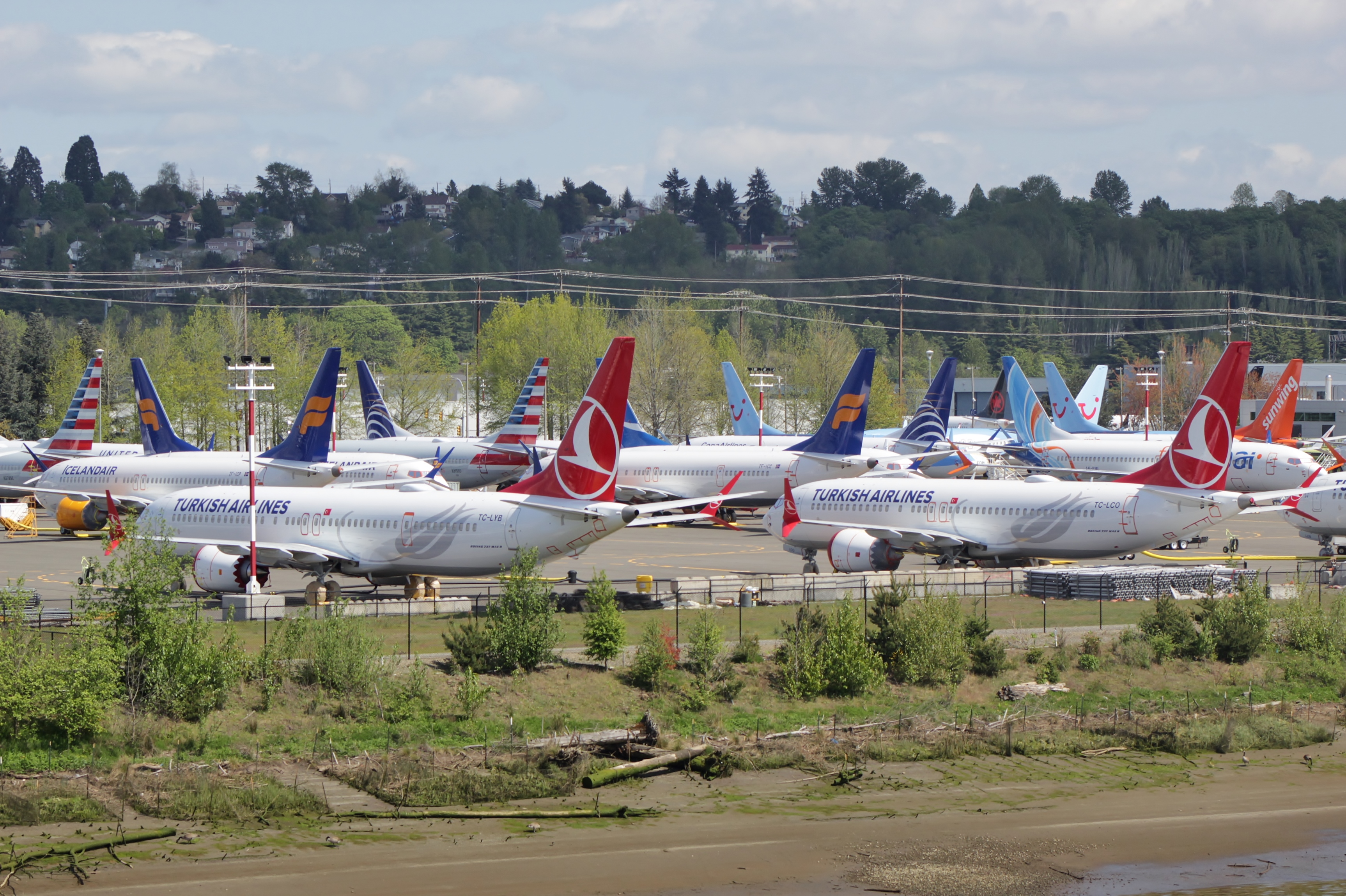
Op Boeing Field staan een groot aantal 737 MAX-vliegtuigen geparkeerd ten gevolge van het aan de grond houden van de toestellen

Naar aanleiding van dit tweede ongeluk besloten diverse maatschappijen hun toestellen van dit type voorlopig aan de grond te houden. Later besloten agentschappen voor de luchtvaart van diverse landen en de Europese Unie hun luchtruim te sluiten voor de Boeing 737 MAX.
In de loop van woensdag 13 maart 2019 werd bekend dat een aantal Amerikaanse piloten eerder besturingsincidenten meldde tijdens vluchten in november 2018 met de 737 MAX 8.
Op 13 maart 2019 maakten ook de Verenigde Staten en Canada bekend de 737 MAX-toestellen voorlopig aan de grond te houden totdat Boeing met een oplossing zou komen.
In juli 2019 schatte Boeing dat het bijna vijf miljard dollar nodig zou hebben om vliegmaatschappijen te compenseren voor het vliegverbod. Ook besliste Boeing om 100 miljoen dollar te verdelen onder de nabestaanden van de slachtoffers van de twee vliegrampen bij wijze van schadevergoeding. Op 21 oktober 2019 kwam naar buiten dat Boeing al in een vroeg stadium wist van de latere problemen en deze informatie niet had gedeeld met de toezichthouder FAA.
Op 17 december 2019 besliste Boeing om de productie van het toestel volledig stil te leggen vanaf januari 2020. De beslissing kwam er nadat de Amerikaanse luchtvaartautoriteit FAA de week daarvoor had beslist dat het toestel niet voor 2020 weer de lucht in zou kunnen. Tot dusver bleef Boeing 737 MAX-toestellen produceren, zo’n 42 per maand. Het is voor het eerst in 20 jaar dat Boeing de productie van de 737 stillegt. De CEO van Boeing, Dennis Muilenburg, moest het bedrijf met onmiddellijke ingang verlaten op 23 december 2019 als gevolg van de crisis.
Na ongeveer 20 maanden aan de grond gestaan te hebben, maakte de Braziliaanse luchtvaartmaatschappij Gol in december 2020 voor het eerst een commerciële binnenlandse vlucht met het toestel. Op 17 februari 2021 werd het vliegtuig voor het eerst in bijna twee jaar ingezet binnen Europa voor een commerciële vlucht van Brussels Airport naar Alicante door TUI fly Belgium. Aan boord waren zo'n 100-tal passagiers.

### Alaska Airlines-vlucht 1282
Op 4 januari 2024 sloeg tijdens een vlucht een deurpaneel los van een 737 MAX 9 van Alaska Airlines, waarop een decompressie volgde. Het vliegtuig wist veilig terug te keren naar de luchthaven van vertrek.. Hierop besloot de luchtvaartmaatschappij om alle 65 toestellen van het type aan de grond te houden. De Federal Aviation Administration (FAA) besloot dat alle 737 Max 9-vliegtuigen die zich bevonden op Amerikaans grondgebied en alle toestellen die in gebruik zijn bij Amerikaanse luchtvaartmaatschappijen  (totaal 171 vliegtuigen) aan de grond moesten blijven tot nadere inspecties afgerond waren. In een persverklaring gaf United Airlines aan dat ze na inspectie bij meerdere toestellen, meerdere installatie-problemen en loszittende schroeven gevonden hadden.